# 殉难龙属
殉难龙（属名：Calvarius，意为“受难”）是西班牙晚白垩世塔拉恩组发现的一属硬棘龙类鸟脚亚目恐龙，属下仅含单一物种敏捷殉难龙（Calvarius rapidus），所知于单个跖骨。

## 发现与命名
正模标本MCD-8734是一块于2019年在西班牙加泰罗尼亚特伦普群塔拉恩组帕拉斯朱萨地（Pallars Jussà locality）发现的单个第四跖骨，并于2023年由阿尔伯特·普里托·马尔克斯（Albert Prieto-Márquez）和阿尔伯特·塞里斯（Albert Selles）选为硬棘龙类新属新种敏捷殉难龙（Calvarius rapidus）的正模标本。属名“Calvarius”在拉丁语中意即“受难”（参见“Calvary”一词)，意指模式产地卡瓦里山（Serrat del Calvari）及该属生存时间接近白垩纪—古近纪灭绝事件。种名“rapidus”意为“敏捷的”，指该属可能具有擅长奔跑的习性。

## 分类
该属于2023年被描述者归入硬棘龙类。由于系统发育分析仅将其置于该类群的一个大型多分支中，因此更精确的演化关系尚不清楚。

## 古生态学
殉难龙这种高度特化的跖骨尚未在其它鸟脚类中发现。相比之下，其与棱齿龙和难捕龙等较原始鸟臀目更为相似，可能填补了它们在岛屿栖息地的生态位。
塔拉恩组还发现了伤齿龙科意外塔马罗龙的遗骸。